# میرعمادی
میرعمادی می‌تواند به افراد زیر اشاره کند:
- سید علی میرعمادی، زبان‌شناس ایرانی
- سید احمد میرعمادی، امام جمعهٔ خرم‌آباد و نمایندهٔ رهبری در استان لرستان
- صدری میرعمادی، مؤسس باشگاه فوتبال کیان تهران
- جمشید میرعمادی، از اعضای شورای مرکزی جبهه ملی ایران